# Kanton Reims-1
Der Kanton Reims-1 ist seit 1790 ein französischer Wahlkreis im Arrondissement Reims im Département Marne und in der Region Grand Est.

## Gemeinden
Der Kanton besteht aus einem Teil der Stadt Reims mit insgesamt 26.673 Einwohnern (Stand: 2022).
Bis zur landesweiten Neuordnung der französischen Kantone im März 2015 gehörten zum Kanton Reims-1 die vier Gemeinden Ormes, Reims, Thillois und Tinqueux. Er besaß vor 2015 einen anderen INSEE-Code als heute, nämlich 5119.